# Équirre
Équirre ist eine französische Gemeinde mit 77 Einwohnern (Stand 1. Januar 2022) im  des Départements Pas-de-Calais. Sie gehört zum Kanton Saint-Pol-sur-Ternoise, zum Arrondissement Arras und zum Kommunalverband Ternois.

## Lage
Die Gemeinde Équirre liegt im Zentrum des Artois, etwa auf halbem Weg zwischen den Städten Montreuil-sur-Mer und Béthune. Nachbargemeinden von Équirre sind Prédefin im Nordosten, Heuchin im Osten, Bergueneuse im Südosten, Teneur im Süden, Crépy im Westen sowie Lisbourg im Nordosten.
| Jahr                       | 1962 | 1968 | 1975 | 1982 | 1990 | 1999 | 2006 | 2013 | 2022 |
| -------------------------- | ---- | ---- | ---- | ---- | ---- | ---- | ---- | ---- | ---- |
| Einwohner                  | 146  | 124  | 100  | 81   | 77   | 71   | 59   | 63   | 77   |
| Quellen: Cassini und INSEE |      |      |      |      |      |      |      |      |      |